# Koltay Zsoltné
Koltay Zsoltné Bodnár Mária (Alsótelekes, 1943. november 28. –) magyar agrármérnök, politikus, országgyűlési képviselő.

## Életpályája

### Iskolái
Általános iskolai tanulmányait szülővárosában járta ki. A középiskolát Putnokon végezte el; 1962-ben érettségizett a Mezőgazdasági Technikumban. 1962–1966 között a Gödöllői Agrártudományi Egyetem Mezőgazdaság-tudományi Karának hallgatója volt. 1975-ben a Gödöllői Agrártudományi Egyetemen üzemszervező szakmérnöki képesítést szerzett. 1990-ben adótanácsadói képesítést szerzett.

### Pályafutása
1966–1977 között mezőgazdasági üzemekben üzemgazdász, tervező és gazdasági elemző (Solt) volt. 1977–1981 között a Békési Városi Tanácsnál tevékenykedett. 1987–1990 között a Békés Megyei Tanácsnál termésbecslő, majd pénzügyi lebonyolító volt. 1991-ben munkanélküli lett. 1992–1994 között a Mezőbank békési fiókjában dolgozott, majd a Békés Megyei Kárpótlási Hivatal osztályvezetője lett. 1999 óta az Állami Számvevőszék munkatársa.

### Politikai pályafutása
1988–1989 között az MSZMP tagja volt. 1994–1998 között országgyűlési képviselő (Békés, MSZP) volt. 1994–1998 között a Számvevőszéki bizottság tagja volt. 1998-ban országgyűlési képviselőjelölt volt.

## Családja
Szülei: Bodnár Károly (1919-1976) és Bosnyák Mária (1919-1995) voltak. 1966-ban házasságot kötött Koltay Zsolt agrárszakmérnökkel. Két lányuk született: Annamária (1967) és Katalin (1975).